# Aeródromo Quivolgo
El Aeródromo Quivolgo (OACI: SCCT) es un terminal aéreo ubicado a 4 kilómetros al norte de la ciudad de Constitución, Provincia de Talca, Región del Maule, Chile. Es de propiedad privada.